# 大町大路

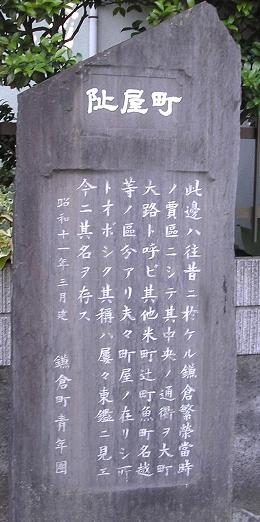
町屋跡碑：大町四つ角近くの小町大路・魚町橋の先に建つ。大町大路のほか、米町、魚町等の名も記されている

大町大路（おおまちおおじ）は、鎌倉幕府による都市計画の中核を成す「六大路」の一つで、『吾妻鏡』にもその名が記されている。極楽寺切通し、大仏切通し等から鎌倉に入った街道が、長谷を基点として、今大路、若宮大路、小町大路を横断し、名越切通に向かう東西の基幹大路であった。今大路との四つ角にあたる六地蔵前から、やや山（北）よりに湾曲しているが、これは当時の海岸線が今よりかなり深く湾入していたためと考えられる。なお、当時の海岸際に沿って、ほぼ一直線に東行する車大路が併走していた。大町大路と車大路は、安国論寺付近で再び合流し、名越切通方向へ。

## 考察
「大町大路」の前身は、鎌倉時代以前の「古東海道」の一部とも考えられるが、「名越切通」が開かれるまでは、途中大町四つ角辺りで右折、「小町大路」（の前身の道）に入り、「小坪坂」を越えて三浦方面「走水」に向かっていたものか。	
若宮大路と交差する下馬四つ角から、小町大路との大町四つ角辺りまでは、かつて米町、魚町と呼ばれ、その先が名越である。また、大町四つ角を小町大路で曲がり、魚町橋を渡った先が辻町である。いずれも『吾妻鏡』に記述のある鎌倉時代の中心商業地区とされた町であった。

## 現状

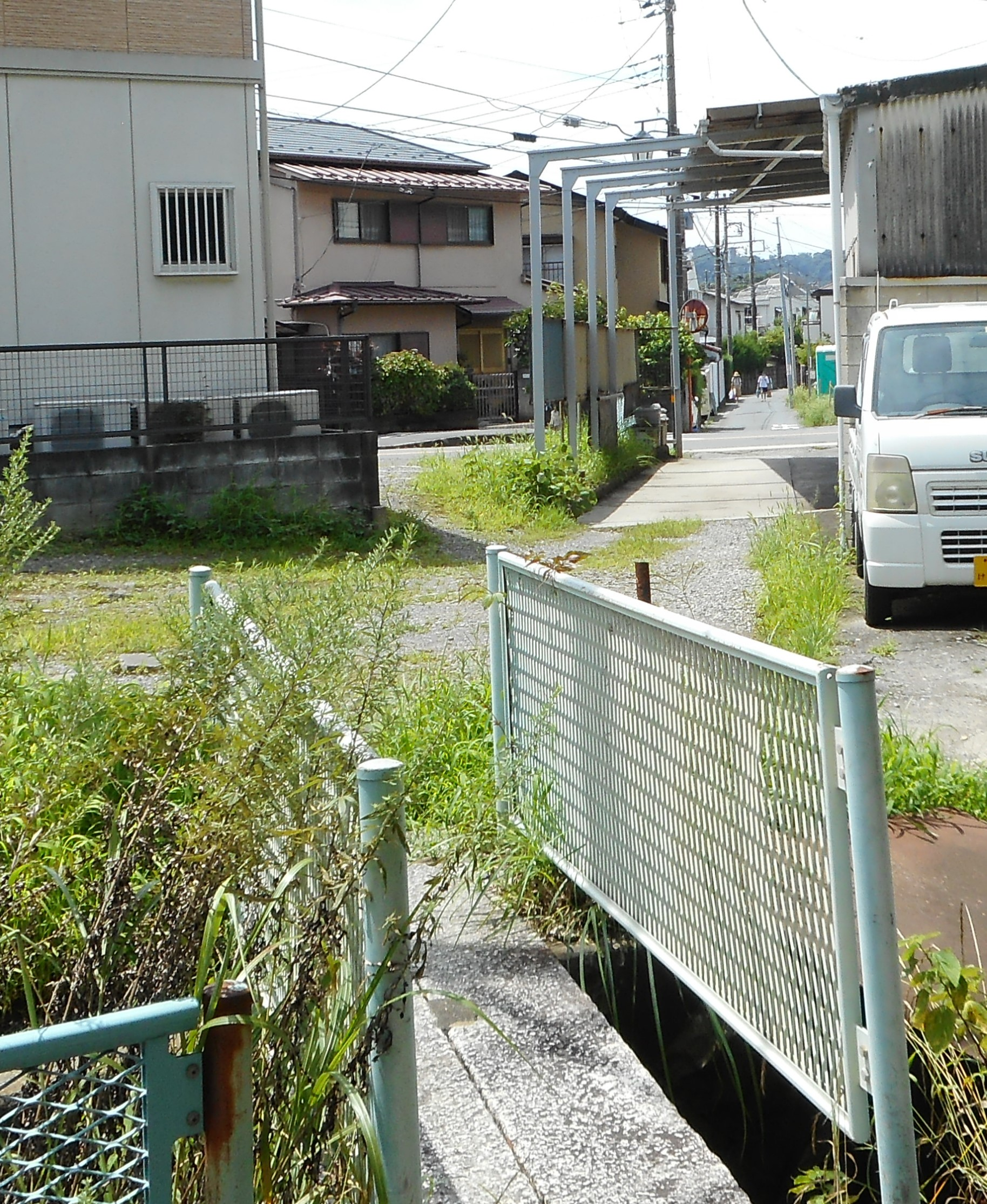
車大路・大町大路合流点（安国論寺付近）：大町大路旧道から小川に架かる石橋、その先の県道を超え旧車大路方向への眺望

現在も、概ね当時の大路に沿って道路が残されており、ほぼ神奈川県道311号鎌倉葉山線に該当する。なお大町の三枚橋から先は、バス道（現在の県道）ではなく安国論寺門前に抜ける山沿いの辻子の方が本来の大路跡と思われる。現在の道路の通称は、由比ガ浜通り、大町通り、名越道等と呼ばれている。

### 大町大路沿いの主な社寺
- 長谷寺-単立（無宗派）の仏教寺院。山号は海光山、開山は徳道上人。高さ9メートルの十一面観音を本尊とし、「長谷観音」として知られる。
- 延命寺-浄土宗。山号は帰命山、開山は専蓮社誉能公上人。北条時頼の夫人が建立したといわれている。
- 教恩寺-時宗。山号は中座山、開基は北条氏康、開山は知阿上人。元は材木座の光明寺の境内にあったとされ、この地にあった光明寺の末寺、善昌寺が廃寺になったことにより移建されたと伝えられている。
- 別願寺-時宗。足利持氏供養塔と伝える石造宝塔（重文）がある。
- 上行寺（じょうぎょうじ）-日蓮宗。山号は法久山、開山は日範上人。桜田門外の変で大老井伊直弼を暗殺した水戸藩士の一人、広木松之介の墓がある。
- 安養院-浄土宗。山号は祇園山、開基は北条政子、開山は願行房憲静。
- 大宝寺-日蓮宗。山号は多福山、開山は日出上人。境内には源義光（新羅三郎）ゆかりの多福神社がある。
- 妙法寺-日蓮宗。山号は楞厳山（りょうごんさん）、開山は日蓮、中興開山は護良親王の子・日叡。「苔の石段」が著名で、「苔寺」の別称がある。
- 安国論寺-日蓮宗。山号は妙法華経山、開山は日蓮。境内の岩窟は日蓮が『立正安国論』を執筆したところという。
- 長勝寺-日蓮宗。山号は石井山、開山は日蓮。高村光雲作の日蓮の銅像がある。